# Anne Zagré
Anne Zagré (13 de marzo de 1990) es una deportista de Bélgica que compite en atletismo. Ganó una medalla de plata en el Campeonato Europeo de Atletismo por Equipos de 2021, en la prueba de 100 m vallas.